# Ginástica nos Jogos Olímpicos de Verão de 1904 - Dança com maças
A final masculina da dança com maças da ginástica artística nos Jogos Olímpicos de Verão de 1904 contou com a participação de um número não documentado de atletas e foi realizada no dia 28 de outubro de 1904.

## Medalhistas
| Ouro   | USA Edward Hennig |
| Prata  | USA Emil Voigt    |
| Bronze | USA Ralph Wilson  |

## Final
Sem a fase classificatória, os ginastas competiram diretamente pelas medalhas. Apenas as três primeiras colocações ficaram registradas, incluídas as pontuações atingidas.
| Pos.              | Ginasta       | Nação              | Total  |
| ----------------- | ------------- | ------------------ | ------ |
| Medalha de ouro   | Edward Hennig | USA Estados Unidos | 13,000 |
| Medalha de prata  | Emil Voigt    | USA Estados Unidos | 9,000  |
| Medalha de bronze | Ralph Wilson  | USA Estados Unidos | 5,000  |